# Trimalaconothrus yachidairaensis
Trimalaconothrus yachidairaensis är en kvalsterart som beskrevs av Yamamoto, Kuriki och Aoki 1993. Trimalaconothrus yachidairaensis ingår i släktet Trimalaconothrus och familjen Malaconothridae. Inga underarter finns listade i Catalogue of Life.